# Чикаго хаус
Чикаго хаус је најстарија врста хаус музике, која је првобитно пуштана у чикашком клубу The Warehouse и коју је касних 1970-их и раних 1980-их популаризовао ди-џеј Френки Наклс. Термин хаус музика је вјероватно настао од имена поменутог клуба.
Пионири овог музичког правца су између осталих Маршал Џеферсон, Лари Херд, Ди-џеј Пјер, Мудимен, Адонис, Блејз и Чип Е.